# Абрахам Фабер
Абрахам Фабер (*Abraham de Fabert, 11 жовтня 1599 — 17 травня 1662) — французький військовий діяч, інженер часів короля Людовика XIV.Маршал Франції

## Життєпис
Походив зі шляхетської родини. Син Абрахама Фабера, якого посвяченого у лицарі особисто королем Генріхом IV Бурбоном. Обрав для себе військову кар'єру. У 1613 році при підтримці Жан-Луї Ногаре, герцога д'Епернона, записується до гвардії. У 1618 році переводиться до П'ємонтського полку. Вперше відзначився у 1621 році при облозі фортеці Сен-Жан-д'Анжелі, потім у 1627 році під час облоги Ла-Рошелі у званні майора Рамбурського полку, а у 1630 році — при здобуті фортеці Ексіллес.
У 1629 році під час Війни за мантуанську спадщину завдав поразки при Чівасі князю Томасу Савойському. Незабаром отримує звання капітана королівської гвардії. У 1631 році стає полковником.
Під час війни з Лотарингією звитяжив при Муаянвіку у 1631 році, Трирі у 1632 році, Ла-Моті у 1634 році. Того ж року як військовий інженер прибув до Тьйонвіля, але був там заарештований. Втім після втручання короля Людовика XIII звільнений.
Гарно проявив себе як інженер під час облог Авена та Мобежа у 1637 році. У 1640 році звитяжив під час облоги Аррасу, а у 1641 році у битві при Марфі, неподалік від Седану. У 1642 році бере участь у війні з Іспанії, зокрема в облозі міст Перпіньян та Колліур. Тоді ж призначається губернатором Седану.
Під час Фронди зберіг вірність королю. У 1651 році отримує звання генерал-лейтенанта. У 1654 році сприяв перемозі при Стене. Тоді ж вперше застосував при облозі фортеці паралелі й траншеї. У 1658 році за свої успіхи стає маршалом та маркізом де Етерне.
Помер під час свого губернаторства у Седані 17 травня 1662 року від запалення легенів. Справу як військового-інженера новатора продовжив Себаст'єн ле Претр де Вобан.